# Zholaman Sharshenbekov
Zholaman Sharshenbekov (Talas, 29 settembre 1999) è un lottatore kirghiso, specializzato nella lotta greco-romana.

## Biografia
All'età di diciannove anni, ha vinto la medaglia d'argento ai Campionati asiatici di Biškek 2018 e ai mondiali di Budapest 2018.
Si è laureato vicecampione continentale ai campionati asiatici di Nuova Delhi 2020 ed ha vinto l'oro alla Coppa del mondo individuale di Belgrado, competizione che ha preso il posto dei mondiali, annullati a causa dell'insorgere emergenza sanitaria, conseguenza della pandemia di COVID-19.
Nell'agosto 2021 ha rappresentato il Kirghizistan ai Giochi olimpici estivi di Tokyo 2020, in cui si è stato eliminato agli ottavi del torneo dei 60 kg dal moldavo Victor Ciobanu, dopo aver superato il kazako Meirambek Ainagulov ai sedicesimi. Ha vinto l'argento ai mondiali di Oslo 2021, perdendo l'incontro decisivo contro Victor Ciobanu; era arrivato in finale eliminado nell'ordine il bielorusso Maksim Kazharski, il georgiano Irakli Dzimistarishvili e l'azero Murad Məmmədov.
Il 30 dicembre 2022 è stato premiato come lottatore greco-romano dell'anno dall'UWW.
Ha fatto la sua seconda apparizione olimpica a Parigi 2024, dove è stato estromesso in semifinale dal tabellone principale del torneo dei -60 kg per mano del giapponese Ken'ichirō Fumita, poi risultato vincitore della competizione. Agli spereggi ha vinto finale per il bronzo contro l'iraniano Mehdi Mohsennejad.

## Palmarès
| Anno | Manifestazione                    | Sede        | Evento | Risultato | Note |
| ---- | --------------------------------- | ----------- | ------ | --------- | ---- |
| 2015 | Campionati asiatici cadetti       | Nuova Delhi | 46 kg  | Oro       |      |
| 2016 | Campionati asiatici cadetti       | Taichung    | 54 kg  | Bronzo    |      |
| 2016 | Mondiali cadetti                  | Tbilisi     | 54 kg  | Bronzo    |      |
| 2017 | Campionati asiatici junior        | Taichung    | 55 kg  | Argento   |      |
| 2017 | Mondiali junior                   | Tampere     | 55 kg  | Argento   |      |
| 2018 | Campionati asiatici               | Biškek      | 55 kg  | Argento   |      |
| 2018 | Mondiali                          | Budapest    | 55 kg  | Argento   |      |
| 2019 | Campionati asiatici U23           | Ulan Bator  | 60 kg  | Oro       |      |
| 2019 | Mondiali U23                      | Budapest    | 60 kg  | Argento   |      |
| 2020 | Campionati asiatici               | Nuova Delhi | 60 kg  | Argento   |      |
| 2021 | Giochi olimpici                   | Tokyo       | 60 kg  | 7º        |      |
| 2021 | Mondiali                          | Oslo        | 60 kg  | Argento   |      |
| 2022 | Campionati asiatici               | Ulan Bator  | 60 kg  | Oro       |      |
| 2022 | Giochi della solidarietà islamica | Konya       | 60 kg  | Oro       |      |
| 2022 | Mondiali                          | Belgrado    | 60 kg  | Oro       |      |
| 2023 | Campionati asiatici               | Astana      | 60 kg  | Oro       |      |
| 2023 | Mondiali                          | Belgrado    | 60 kg  | Oro       |      |
| 2023 | Giochi asiatici                   | Hangzhou    | 60 kg  | Oro       |      |
| 2024 | Campionati asiatici               | Biškek      | 60 kg  | Oro       |      |
| 2024 | Giochi olimpici                   | Parigi      | 60 kg  | Bronzo    |      |

## Altre competizioni internazionali
2020
- Oro nei 60 kg nella Coppa del mondo individuale ( Belgrado)

2021
- Oro nei 60 kg nel Torneo asiatico di qualificazione olimpica ( Almaty)

## Premi
- Lottatore greco-romano dell'anno UWW (2022)